# ベニー・レールプレーン

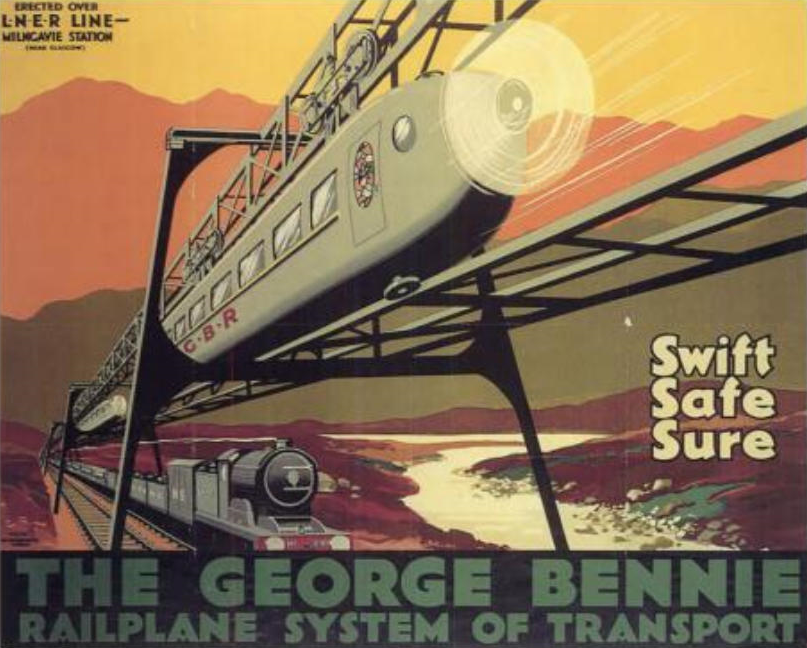
レールプレーンのポスター

ベニー・レールプレーン（英: Bennie Railplane）は、かつてジョージ・ベニー（1891年–1957年）によって考案された鉄道輸送方式である。プロペラ式による高架レールに沿って移動するものであった。
高架走行レールおよび下部ガイドレールの両方が使用される表面的な外観にもかかわらず、当方式はモノレールではなかった。
当方式は、従来の鉄道より上部で走行することを目的としており、低速の貨物輸送から高速な旅客輸送を切り離した。
1930年代に、スコットランドグラスゴー近郊のモルガイにて、当方式のプロトタイプとして120m (130yd)の路線を引いたが、ベニーは更なる開発のための資金を確保することができず、1937年（昭和12年）に破産した。
当路線は、1950年代に解体撤去のために取り壊された。
車両が製造された最初の小屋は、いまだ建っている。
小屋はミルンゲイヴィ大通りにあり、現在はケルビン・ティンバーの支店となっている。
外壁にレールプレーンを記念する青い飾り額がある。

## 関連文献
- Thwaite, Malcolm (2005). “The George Bennie Railplane and Hugh Fraser Airrail Systems of Transport”. Transactions of the Newcomen Society（英語版） 75 (1):  37–84. ISSN 03720187.
- Black, William B. The Bennie Railplane. East Dunbartonshire Council. (ISBN 0904966577)